# Orphan Black/Episodenliste

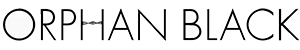
Logo zur Serie

Diese Episodenliste enthält alle Episoden der kanadischen Science-Fiction-Serie Orphan Black, sortiert nach der kanadischen/US-amerikanischen Erstausstrahlung. Zwischen 2013 und 2017 entstanden in fünf Staffeln 50 Folgen mit einer Länge von etwa 43 Minuten.

## Übersicht
| Staffel | Episodenanzahl | Erstausstrahlung Kanada/USA | Erstausstrahlung Kanada/USA | Deutschsprachige Erstausstrahlung | Deutschsprachige Erstausstrahlung |
| Staffel | Episodenanzahl | Staffelpremiere             | Staffelfinale               | Staffelpremiere                   | Staffelfinale                     |
| ------- | -------------- | --------------------------- | --------------------------- | --------------------------------- | --------------------------------- |
| 1       | 10             | 30. März 2013               | 1. Juni 2013                | 2. Mai 2014                       | 30. Mai 2014                      |
| 2       | 10             | 19. April 2014              | 21. Juni 2014               | 25. November 2014                 | 16. Dezember 2014                 |
| 3       | 10             | 18. April 2015              | 20. Juni 2015               | 16. Februar 2016                  | 15. März 2016                     |
| 4       | 10             | 14. April 2016              | 16. Juni 2016               | 6. August 2016                    | 6. August 2016                    |
| 5       | 10             | 10. Juni 2017               | 12. August 2017             | 13. August 2017                   | 13. August 2017                   |

## Staffel 1
Die Erstausstrahlung der ersten Staffel war vom 30. März bis zum 1. Juni 2013 zeitgleich auf dem kanadischen Sender Space und dem US-amerikanischen Sender BBC America zu sehen. Die deutschsprachige Erstausstrahlung sendete der deutsche Free-TV-Sender ZDFneo vom 2. bis zum 30. Mai 2014.
| Nr. (ges.) | Nr. (St.) | Deutscher Titel                  | Originaltitel                        | Erstausstrahlung Kanada/USA | Deutschsprachige Erstausstrahlung (D) | Regie          | Drehbuch      |
| ---------- | --------- | -------------------------------- | ------------------------------------ | --------------------------- | ------------------------------------- | -------------- | ------------- |
| 1          | 1         | Natürliche Selektion             | Natural Selection                    | 30. März 2013               | 2. Mai 2014                           | John Fawcett   | Graeme Manson |
| 2          | 2         | Instinkt                         | Instinct                             | 6. Apr. 2013                | 2. Mai 2014                           | John Fawcett   | Graeme Manson |
| 3          | 3         | Die Vielfalt der Natur           | Variation Under Nature               | 13. Apr. 2013               | 9. Mai 2014                           | David Frazee   | Graeme Manson |
| 4          | 4         | Der Einfluss äußerer Bedingungen | Effects of External Conditions       | 20. Apr. 2013               | 9. Mai 2014                           | Grant Harvey   | Karen Walton  |
| 5          | 5         | Existenzbedingungen              | Conditions of Existence              | 27. Apr. 2013               | 16. Mai 2014                          | T.J. Scott     | Alex Levine   |
| 6          | 6         | Unter Beobachtung                | Variations Under Domestication       | 4. Mai 2013                 | 16. Mai 2014                          | John Fawcett   | Will Pascoe   |
| 7          | 7         | Am Haken                         | Parts Developed in an Unusual Manner | 11. Mai 2013                | 23. Mai 2014                          | Brett Sullivan | Tony Elliott  |
| 8          | 8         | Verschlungene Wege               | Entangled Bank                       | 18. Mai 2013                | 23. Mai 2014                          | Ken Girotti    | Karen Walton  |
| 9          | 9         | Auslese                          | Unconscious Selection                | 25. Mai 2013                | 30. Mai 2014                          | T.J. Scott     | Alex Levine   |
| 10         | 10        | Rätselhafte Muster               | Endless Forms Most Beautiful         | 1. Juni 2013                | 30. Mai 2014                          | John Fawcett   | Graeme Manson |

## Staffel 2
Die Erstausstrahlung der zweiten Staffel war vom 19. April bis zum 21. Juni 2014 zeitgleich auf dem kanadischen Sender Space und dem US-amerikanischen Sender BBC America zu sehen. Die deutschsprachige Erstausstrahlung sendete der deutsche Free-TV-Sender ZDFneo vom 25. November bis zum 16. Dezember 2014.
| Nr. (ges.) | Nr. (St.) | Deutscher Titel                     | Originaltitel                                    | Erstausstrahlung Kanada/USA | Deutschsprachige Erstausstrahlung (D) | Regie          | Drehbuch                     |
| ---------- | --------- | ----------------------------------- | ------------------------------------------------ | --------------------------- | ------------------------------------- | -------------- | ---------------------------- |
| 11         | 1         | Flucht nach vorn                    | Nature Under Constraint and Vexed                | 19. Apr. 2014               | 25. Nov. 2014                         | John Fawcett   | Graeme Manson                |
| 12         | 2         | Glaube und Verstand                 | Governed By Sound Reason and True Religion       | 26. Apr. 2014               | 25. Nov. 2014                         | John Fawcett   | Karen Walton & Graeme Manson |
| 13         | 3         | Schein und Sein                     | Mingling Its Own Nature With It                  | 3. Mai 2014                 | 2. Dez. 2014                          | T.J. Scott     | Alex Levine                  |
| 14         | 4         | Verschlungene Pfade                 | Governed As It Were By Chance                    | 10. Mai 2014                | 2. Dez. 2014                          | David Frazee   | Russ Cochrane                |
| 15         | 5         | Wissen ist Macht                    | Ipsa Scientia Potestas Est                       | 17. Mai 2014                | 9. Dez. 2014                          | Helen Shaver   | Tony Elliott                 |
| 16         | 6         | Unberechenbare Natur                | To Hound Nature in Her Wanderings                | 24. Mai 2014                | 9. Dez. 2014                          | Brett Sullivan | Chris Roberts                |
| 17         | 7         | Das verborgene Innenleben der Dinge | Knowledge Of Causes, and Secret Motion Of Things | 31. Mai 2014                | 9. Dez. 2014                          | Ken Girotti    | Aubrey Nealon                |
| 18         | 8         | Störfälle                           | Variable And Full Of Perturbation                | 7. Juni 2014                | 16. Dez. 2014                         | John Fawcett   | Karen Walton                 |
| 19         | 9         | Offene Rechnungen                   | Things Which Have Never Yet Been Done            | 14. Juni 2014               | 16. Dez. 2014                         | TJ Scott       | Alex Levine                  |
| 20         | 10        | Schwanengesang                      | By Means Which Have Never Yet Been Tried         | 21. Juni 2014               | 16. Dez. 2014                         | John Fawcett   | Graeme Manson                |

## Staffel 3
Die Erstausstrahlung der dritten Staffel war vom 18. April bis zum 20. Juni 2015 zeitgleich auf dem kanadischen Sender Space und dem US-amerikanischen Sender BBC America zu sehen. Die deutschsprachige Erstausstrahlung sendete der deutsche Free-TV-Sender ZDFneo vom 16. Februar bis zum 15. März 2016.
| Nr. (ges.) | Nr. (St.) | Deutscher Titel           | Originaltitel                                | Erstausstrahlung Kanada/USA | Deutschsprachige Erstausstrahlung (D) | Regie           | Drehbuch                      |
| ---------- | --------- | ------------------------- | -------------------------------------------- | --------------------------- | ------------------------------------- | --------------- | ----------------------------- |
| 21         | 1         | Operation Helsinki        | The Weight of This Combination               | 18. Apr. 2015               | 16. Feb. 2016                         | David Frazee    | Graeme Manson                 |
| 22         | 2         | Bauernopfer               | Transitory Sacrifices of Crisis              | 25. Apr. 2015               | 16. Feb. 2016                         | John Fawcett    | Aubrey Nealon                 |
| 23         | 3         | Wiedersehen in Halton     | Formalized, Complex, and Costly              | 2. Mai 2015                 | 23. Feb. 2016                         | John Fawcett    | Chris Roberts                 |
| 24         | 4         | Familienbande             | Newer Elements of Our Defense                | 9. Mai 2015                 | 23. Feb. 2016                         | Chris Grismer   | Russ Cochrane                 |
| 25         | 5         | Die Saat des Zweifels     | Scarred by Many Past Frustrations            | 16. Mai 2015                | 1. März 2016                          | David Frazee    | Alex Levine                   |
| 26         | 6         | Trügerischer Schein       | Certain Agony of the Battlefield             | 23. Mai 2015                | 1. März 2016                          | Helen Shaver    | Aubrey Nealon                 |
| 27         | 7         | Vereint in Angst und Hass | Community of Dreadful Fear and Hate          | 30. Mai 2015                | 8. März 2016                          | Ken Girotti     | Sherry White                  |
| 28         | 8         | Versuch und Irrtum        | Ruthless in Purpose, and Insidious in Method | 6. Juni 2015                | 8. März 2016                          | Aaron Morton    | Graeme Manson & Chris Roberts |
| 29         | 9         | Eine Laune der Natur      | Insolvent Phantom of Tomorrow                | 13. Juni 2015               | 15. März 2016                         | Vincenzo Natali | Russ Cochrane                 |
| 30         | 10        | Adam und Eva              | History Yet to Be Written                    | 20. Juni 2015               | 15. März 2016                         | John Fawcett    | Graeme Manson                 |

## Staffel 4
Die Erstausstrahlung der vierten Staffel war vom 14. April bis zum 16. Juni 2016 auf Space und dem US-amerikanischen Sender BBC America zu sehen. Die deutschsprachige Erstveröffentlichung fand am 6. August 2016 auf Netflix per Streaming statt.
| Nr. (ges.) | Nr. (St.) | Deutscher Titel            | Originaltitel                     | Erstausstrahlung Kanada/USA | Deutschsprachige Erstausstrahlung (D/A/CH) | Regie            | Drehbuch                              | Zuschauer (USA) |
| ---------- | --------- | -------------------------- | --------------------------------- | --------------------------- | ------------------------------------------ | ---------------- | ------------------------------------- | --------------- |
| 31         | 1         | Wenn die Natur versagt     | The Collapse of Nature            | 14. Apr. 2016               | 6. Aug. 2016                               | John Fawcett     | Graeme Manson                         | 0,229 Mio.      |
| 32         | 2         | Die nächste Stufe          | Transgressive Border Crossing     | 21. Apr. 2016               | 6. Aug. 2016                               | John Fawcett     | Russ Cochrane                         | 0,271 Mio.      |
| 33         | 3         | Stigmata des Fortschritts  | The Stigmata of Progress          | 28. Apr. 2016               | 6. Aug. 2016                               | Ken Girotti      | Aubrey Nealon                         | 0,242 Mio.      |
| 34         | 4         | Wendungen                  | From Instinct to Rational Control | 5. Mai 2016                 | 6. Aug. 2016                               | Peter Stebbings  | Alex Levine                           | 0,218 Mio.      |
| 35         | 5         | Menschliches Rohmaterial   | Human Raw Material                | 12. Mai 2016                | 6. Aug. 2016                               | David Wellington | Kate Melville                         | 0,223 Mio.      |
| 36         | 6         | Skandalöse Nächstenliebe   | The Scandal of Altruism           | 19. Mai 2016                | 6. Aug. 2016                               | Grant Harvey     | Chris Roberts                         | 0,248 Mio.      |
| 37         | 7         | Irrwege                    | The Antisocialism of Sex          | 26. Mai 2016                | 6. Aug. 2016                               | David Frazee     | Nikolijne Troubetzkoy & Graeme Manson | 0,258 Mio.      |
| 38         | 8         | Der Durchbruch             | The Redesign of Natural Objects   | 2. Juni 2016                | 6. Aug. 2016                               | Aaron Morton     | Peter Mohan                           | 0,245 Mio.      |
| 39         | 9         | Ausschalten der Konkurrenz | The Mitigation of Competition     | 9. Juni 2016                | 6. Aug. 2016                               | David Frazee     | Alex Levine                           | 0,291 Mio.      |
| 40         | 10        | Politik eben               | From Dancing Mice to Psychopaths  | 16. Juni 2016               | 6. Aug. 2016                               | John Fawcett     | Graeme Manson                         | 0,325 Mio.      |

## Staffel 5
Die Erstausstrahlung der fünften Staffel war vom 10. Juni bis zum 13. August 2017 auf Space und dem US-amerikanischen Sender BBC America zu sehen. Die deutschsprachige Erstveröffentlichung fand am 13. August 2017 auf Netflix per Streaming statt.
| Nr. (ges.) | Nr. (St.) | Deutscher Titel                                                                                  | Originaltitel                            | Erstausstrahlung Kanada/USA | Deutschsprachige Erstausstrahlung (D/A/CH) | Regie            | Drehbuch                              | Zuschauer (USA) |
| ---------- | --------- | ------------------------------------------------------------------------------------------------ | ---------------------------------------- | --------------------------- | ------------------------------------------ | ---------------- | ------------------------------------- | --------------- |
| 41         | 1         | Die Wenigen, die es wagen                                                                        | The Few Who Dare                         | 10. Juni 2017               | 13. Aug. 2017                              | John Fawcett     | Graeme Manson                         | 0,278 Mio.      |
| 42         | 2         | Im Griff der Gier (Alternativtitel: Die Kralle der Habgier)                                      | Clutch of Greed                          | 17. Juni 2017               | 13. Aug. 2017                              | John Fawcett     | Jeremy Boxen                          | 0,225 Mio.      |
| 43         | 3         | Unter ihrem Herzen                                                                               | Beneath Her Heart                        | 24. Juni 2017               | 13. Aug. 2017                              | David Wellington | Alex Levine                           | 0,208 Mio.      |
| 44         | 4         | Lasst die Kinder und Gebärenden sich plagen (Alternativtitel: Die Familie als Ressource)         | Let the Children & the Childbearers Toil | 1. Juli 2017                | 13. Aug. 2017                              | David Wellington | Greg Nelson                           | 0,277 Mio.      |
| 45         | 5         | Erleichterung für müßige Millionäre (Alternativtitel: Der Müßiggang reicher Faulenzer)           | Ease for Idle Millionaires               | 8. Juli 2017                | 13. Aug. 2017                              | Helen Shaver     | Jenn Engels                           | 0,271 Mio.      |
| 46         | 6         | An den Händen gefesselt (Alternativtitel: Gefesselte schmale Handgelenke)                        | Manacled Slim Wrists                     | 15. Juli 2017               | 13. Aug. 2017                              | Grant Harvey     | David Bezmozgis                       | 0,236 Mio.      |
| 47         | 7         | Knebeln oder würgen (Alternativtitel: Knebeln oder Abwürgen)                                     | Gag or Throttle                          | 22. Juli 2017               | 13. Aug. 2017                              | David Frazee     | Renée St. Cyr                         | 0,278 Mio.      |
| 48         | 8         | Guillotinen entscheiden (Alternativtitel: Die Wahl der Waffen)                                   | Guillotines Decide                       | 29. Juli 2017               | 13. Aug. 2017                              | Aaron Morton     | Aisha Porter-Christie & Graeme Manson | 0,285 Mio.      |
| 49         | 9         | Ein Sklave in Fesseln (Alternativtitel: Der harte Kern)                                          | One Fettered Slave                       | 5. Aug. 2017                | 13. Aug. 2017                              | David Frazee     | Alex Levine                           | 0,305 Mio.      |
| 50         | 10        | Finale: Das Unrecht vieler wiedergutmachen (Alternativtitel: Das hart erkämpfte Recht auf Leben) | To Right the Wrongs of Many              | 12. Aug. 2017               | 13. Aug. 2017                              | John Fawcett     | Renée St. Cyr & Graeme Manson         | 0,376 Mio.      |